# Micro-Estados de Europa

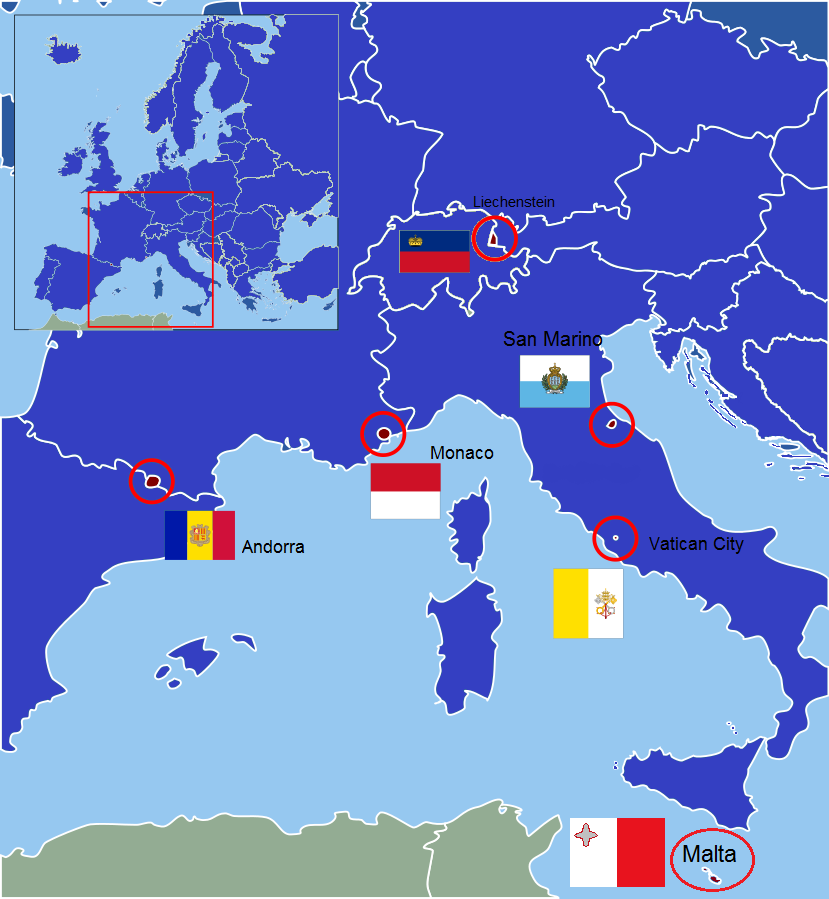
Mapa de los micro-Estados europeos

Los micro-Estados europeos son un conjunto de pequeños Estados soberanos de Europa. La locución se usa normalmente para referirse a los seis Estados más pequeños del continente: Andorra, la Ciudad del Vaticano, Liechtenstein, Malta, Mónaco y San Marino.
El sur de Europa es una de las cuatro zonas del mundo donde se concentran los micro-Estados existentes en la actualidad, siendo las otras en el mar Caribe, el océano Índico y Oceanía.
Los micro-Estados europeos son pequeños Estados independientes reconocidos por Estados más grandes, a diferencia de las micronaciones que solo son autodeclarados y no reconocidos. Luxemburgo, que es mucho más grande que todos los micro-Estados europeos juntos, comparte, no obstante, algunas de las características de los mismos.
Además de los criterios cuantitativos (superficie y población), los micro-Estados pueden definirse sobre la base del criterio cualitativo de la delegación de soberanía. Un micro-Estado sería entonces un Estado soberano (según la Convención de Montevideo) que, debido a su pequeño tamaño y a sus limitados recursos (sobre todo humanos y financieros), voluntariamente delega parte de su soberanía en potencias o estados mayores para poder funcionar como un Estado moderno. En el caso de los micro-Estados europeos, esta definición dejaría fuera a Malta.
En relación a lo anterior, y dejando a un lado a Malta, los micro-Estados europeos utilizan las monedas de sus Estados "patrocinadores" (el euro en el caso de Andorra, la Ciudad del Vaticano, Mónaco y San Marino; y el franco suizo en el caso de Liechtenstein). Por otra parte, a falta de ejército, la defensa de San Marino está garantizada por Italia y la de Mónaco por Francia, mientras que la de Andorra está garantizada por Francia y España mediante el Tratado de Buena Vecindad, Amistad y Cooperación entre el Reino de España, la República Francesa y el Principado de Andorra. Esta delegación de soberanía se aplica en muchos otros ámbitos: diplomacia, justicia, servicios postales, enseñanza, etc.

## Micro-Estados por área
| País                | Extensión (km²) | Notas |
| ------------------- | --------------- | --- |
| Ciudad del Vaticano | 0,44            | El Estado de la Ciudad del Vaticano es el último vestigio de los antiguos Estados Pontificios, las tierras en el centro de Italia gobernadas directamente por el papa. Después de la unificación de Italia en el siglo XIX, los Estados Papales se convirtieron formalmente en parte del Reino de Italia, pero la Santa Sede disputó esta afirmación de la autoridad geográfica y el papado siguió ejerciendo de facto el control político sobre un área alrededor de la basílica de San Pedro en Roma. Más tarde el Estado de la Ciudad del Vaticano se estableció por el Tratado de Letrán de 1929 entre la Santa Sede y el Gobierno italiano, en el que el papa reconoce el Estado italiano a cambio de establecer el catolicismo como la religión del Estado, y el reconocimiento de la soberanía del papa en un pequeño Estado situado totalmente dentro de la ciudad de Roma. Su población estable es de entre 600 y 700 habitantes. Su régimen político es la teocracia. |

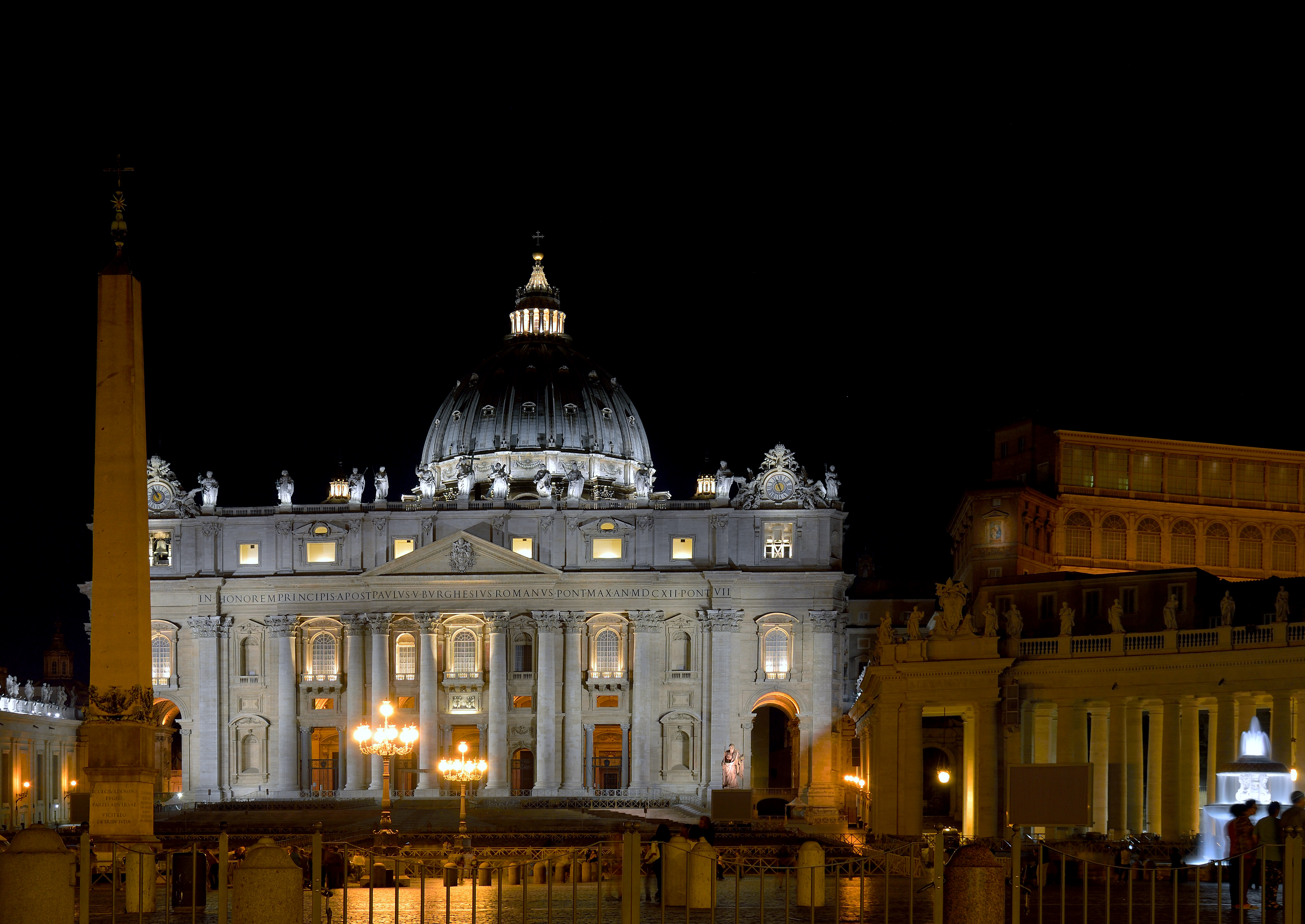
La basílica de San Pedro, en la Ciudad del Vaticano

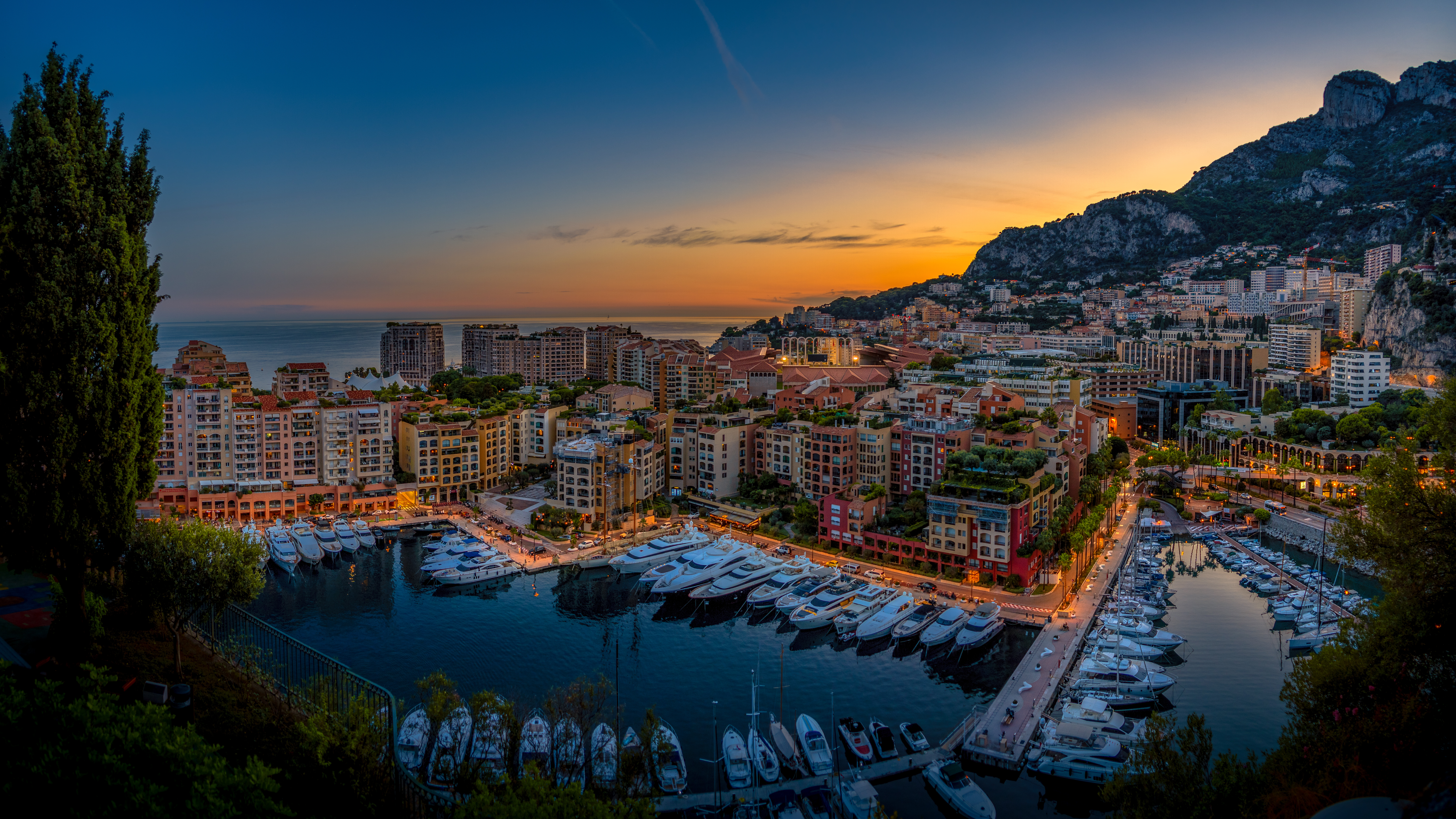
Vista de Fontvieille, uno de los barrios de Mónaco

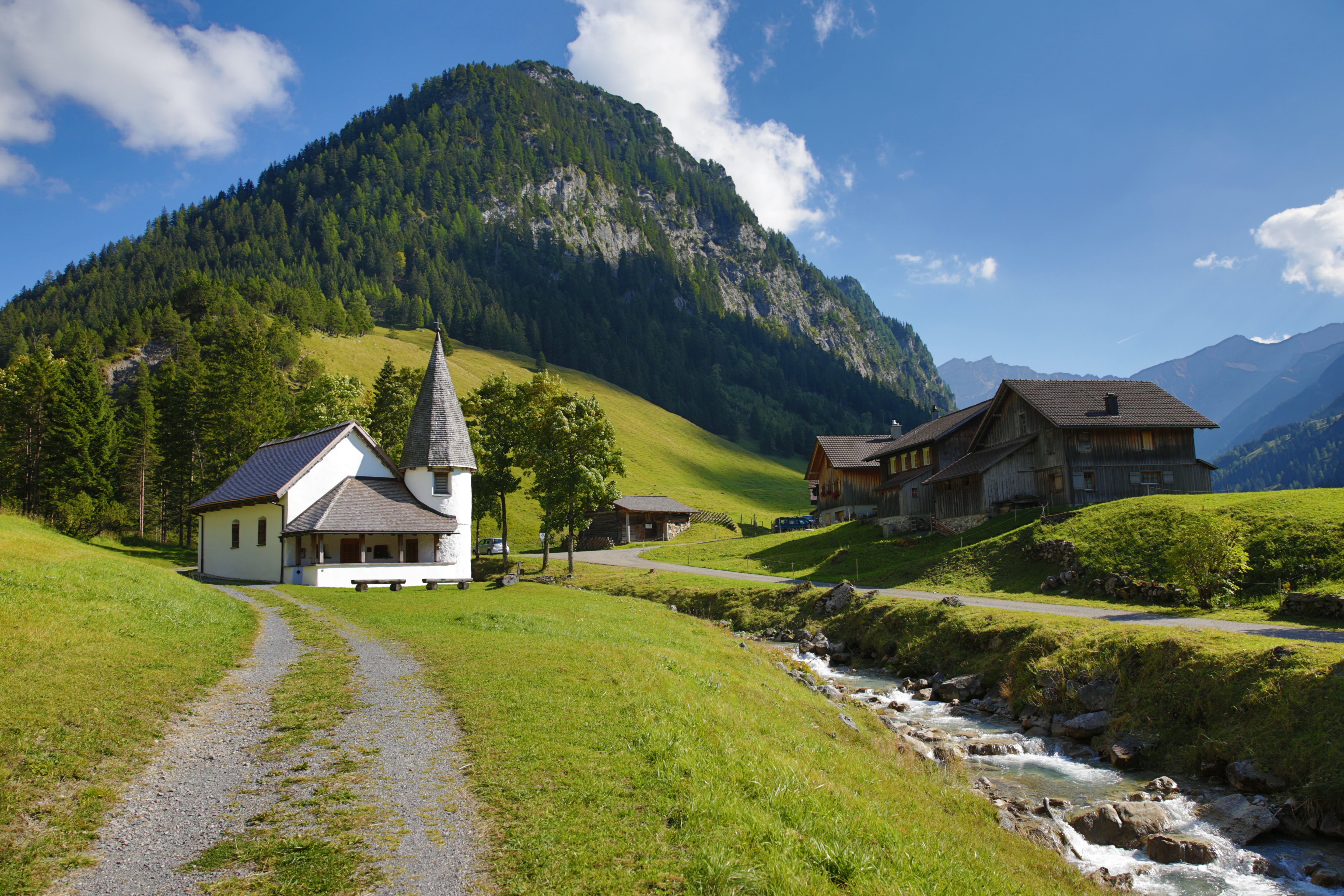
Steg, Liechtenstein

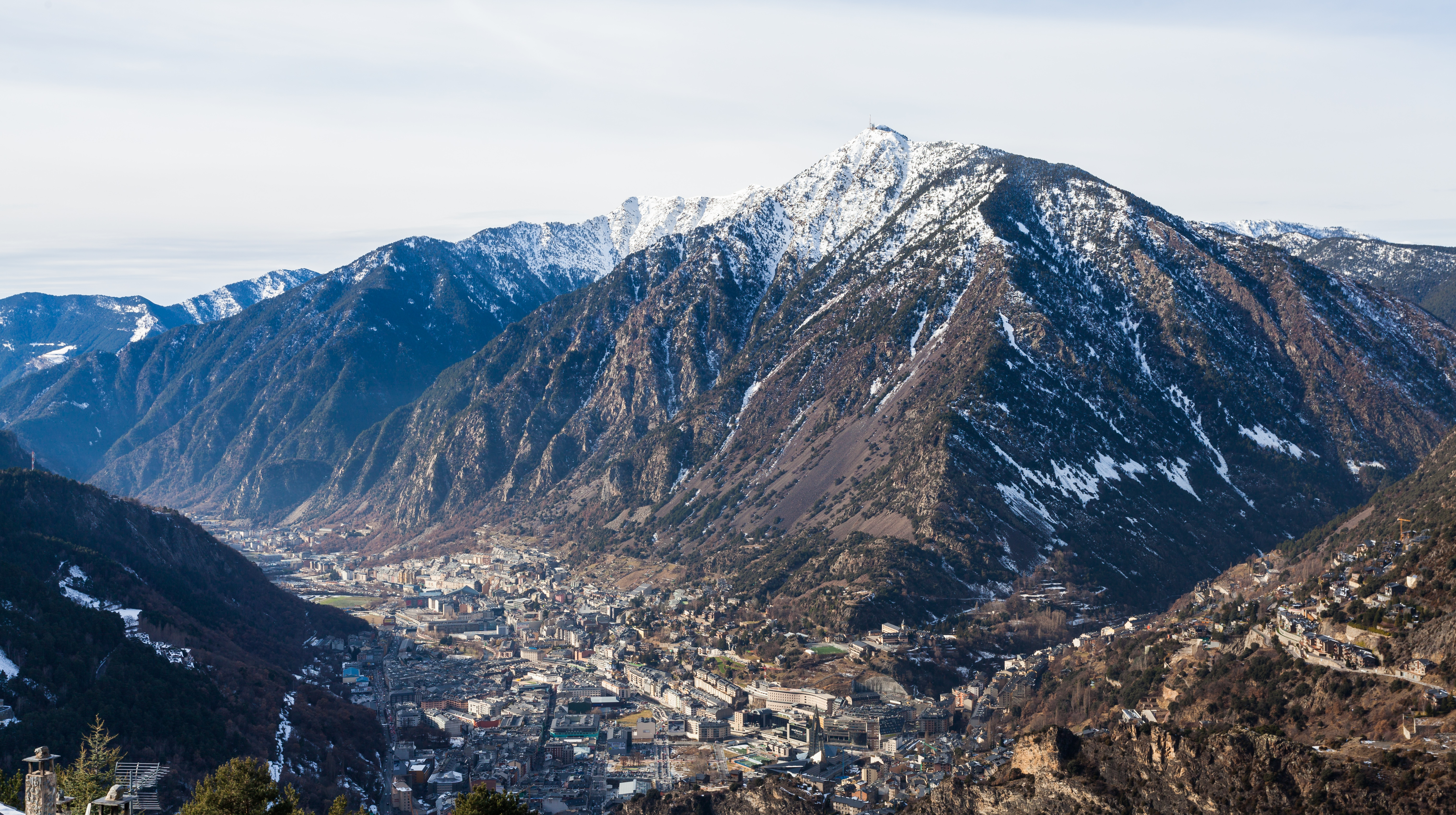
Vista de Andorra la Vieja, Andorra

| Mónaco              | 2               | El Principado de Mónaco en la Riviera francesa, gobernado por la Casa de Grimaldi desde el siglo XIII, logró la plena independencia solo a raíz de la cesión de los alrededores de la región de Niza del Piamonte a Francia en 1860. Mónaco se encuentra a orillas del mar Mediterráneo, escondido en los Alpes Marítimos y tiene una población de alrededor de 35 000 habitantes. Su monarquía constitucional está dirigida por el príncipe Alberto II. La población es en un 95 % católica. El francés es la lengua oficial, aunque su lengua nacional es el monegasco, y también son habladas otras lenguas como el italiano o el inglés. Su economía se basa en las manufacturas ligeras, servicios bancarios y financieros, el transporte marítimo y el comercio, la I+D en biotecnología y del medio ambiente marino. El turismo y la venta de sellos postales es también un sector rentable para Mónaco.                                                                 |
| San Marino          | 61,19           | La Serenísima República de San Marino es el último superviviente de un gran número de comunas italianas autogobernadas de la Edad Media. Sobrevivió a la consolidación de Italia en Estados territoriales de tamaño medio en el siglo XV y la unificación de Italia en el siglo XIX, debido en gran medida a su ubicación remota en un valle de los Apeninos y a su decisión de ofrecer refugio a los dirigentes del movimiento de unificación. Tiene una población de aproximadamente 30 000 habitantes y su idioma oficial es el italiano, aunque también se habla una variedad del emiliano-romañol. |
| Liechtenstein       | 160             | El Principado de Liechtenstein es el único resto de la política del Sacro Imperio Romano Germánico, después de haber sido creado a partir de los condados de Vaduz y Schellenberg en 1719 como un feudo soberano de la austríaca Casa de Liechtenstein. Su población es de más de 30 000 habitantes. Debido a su posición geográfica entre Suiza y Austria, no desapareció durante la reorganización masiva de Alemania tras la Revolución francesa y evitó la reincorporación al Imperio alemán más tarde en el siglo XIX. Su idioma oficial es el alemán, aunque también se habla una variedad del alto alemánico. |
| Malta               | 316             | La República de Malta es un archipiélago de siete islas en la parte central del mar Mediterráneo y tiene una población de alrededor de 500 000 habitantes, lo que significa que, con diferencia, tiene la mayor población de los micro-Estados europeos, superando incluso a la población de Islandia. Malta está poblada desde 5200 a. C. Obtuvo la independencia del Reino Unido en 1964. Malta es miembro de la Mancomunidad de Naciones y de la Unión Europea. Sus idiomas oficiales son el maltés y el inglés. El italiano es hablado por una pequeña minoría. |
| Andorra             | 468             | El Principado de Andorra, situado en los Pirineos entre España y Francia, fue un antiguo feudo administrado conjuntamente por el obispo de Urgel en España y el conde de Foix en Francia (actualmente sus poderes son ostentados por el presidente de la República), con una población de aproximadamente 70 000 personas. Ha sido independiente desde 1278. El idioma oficial es el catalán, en su variedad noroccidental, aunque también son idiomas utilizados el español y el francés. Es el micro-Estado europeo más extenso en tamaño. |

## Entidades similares

### Dependencias
Si bien los micro-Estados tienen plena soberanía, también hay varios pequeños territorios autónomos que, a pesar de tener (en casi todos los casos) su propio gobierno autónomo, no tienen soberanía, por lo que son territorios dependientes.
- Akrotiri y Dekelia (bases soberanas del Reino Unido).
- Åland (región autónoma, Finlandia).
- Gibraltar (territorio británico de ultramar, Reino Unido).
- Guernsey (dependencia de la Corona británica, Reino Unido), parte de las islas del Canal que consta de tres jurisdicciones separadas: Guernsey, Alderney y Sark
- Isla de Man (dependencia de la Corona británica, Reino Unido).
- Islas Feroe (nación constituyente, Dinamarca).
- Jersey (dependencia de la Corona británica, Reino Unido), una de las islas del Canal.

### Orden de Malta

Bandera de la Orden de Malta

La Soberana y Militar Orden de Malta es una orden católica laica que constituye un ejemplo tradicional de entidad soberana según el derecho internacional pese a no ser un Estado.
A diferencia de la Santa Sede, que es soberana sobre la Ciudad del Vaticano, la Orden no tiene territorio. Sin embargo, su sede, ubicada en Roma, recibe la extraterritorialidad de Italia, y Malta reconoce el mismo estatus en su sede histórica, ubicada en el fuerte de San Ángel. La Orden es el sucesor directo de los Caballeros Hospitalarios medievales, también conocidos como los Caballeros de Malta, y en la actualidad funciona como una organización ceremonial y en gran medida caritativa.
Tiene estatus de observador permanente en las Naciones Unidas y tiene relaciones diplomáticas plenas, incluidas las embajadas, con más de 100 Estados. Emite sus propios sellos, monedas, pasaportes y matrículas, y tiene su propio cuerpo médico del ejército.

## Pequeños territorios históricos
La Revolución francesa y las guerras napoleónicas hicieron que el mapa europeo fuera redibujado varias veces. Se crearon varias «repúblicas hermanas» de corta duración, y la caída del Sacro Imperio Romano Germánico otorgó soberanía a cada uno de sus muchos Kleinstaaterei supervivientes. La situación no se estabilizó hasta después del Congreso de Viena en 1815. Después de la Primera y la Segunda Guerra Mundial, varios territorios obtuvieron el estatus temporal de zonas internacionales, protectorados o territorios ocupados. 
Estos son algunos de ellos:
| Nombre                                                    | Inicio    | Fin                     | Situación actual                           | Notas |
| --------------------------------------------------------- | --------- | ----------------------- | ------------------------------------------ | --- |
| Coto Mixto                                                | siglo X   | 1868                    | España/Portugal                            | Territorio no estatal independiente de hecho en la frontera entre España y Portugal. |
| Goust                                                     | 1648      | siglo XIX               | España/Francia                             | Erróneamente considerado un micro-Estado por algunas publicaciones, se trata de una confusión a partir de algunas crónicas periodísticas que pretendían subrayar el aislamiento del lugar. |
| Ducado de Nápoles                                         | 840       | 1137                    | Italia                                     | Establecido por el Imperio romano de Oriente, sobrevivió a su retirada en el siglo IX y permaneció independiente hasta su anexión por el Reino de Sicilia en 1137. |
| República de Lucca / Ducado de Lucca                      | 1160      | 1805 / 1847             | Italia                                     | Creada como ciudad libre por el emperador Enrique IV, permaneció como tal hasta 1799, cuando fue invadida por los franceses revolucionarios. La República continuó en funciones hasta 1805, cuando fue absorbida por el Principado de Lucca y Piombino (un Estado cliente del Primer Imperio Francés) entre 1805 y 1815. Desde esa fecha y hasta 1847, como consecuencia del Congreso de Viena formó el Ducado independiente de Lucca. |
| Senarica                                                  | siglo XIV | Finales del siglo XVIII | Italia                                     | Una tradición local de origen relativamente reciente (siglo XVIII) mencionaba la existencia de cierta república de Senarica, en los Abruzos, desde 1356 hasta 1797, ubicada en una pequeña zona montañosa que incluía el pueblo del mismo nombre. Según la misma, la reina Juana I de Nápoles les habría otorgado exenciones y privilegios en recompensa por su resistencia ante las tropas milanesas de los Visconti. Los gobernantes de Senàrica habrían adoptado un gobierno republicano similar al veneciano, con un dogo electivo como jefe de Estado. Con la subida al trono de los Borbones de Nápoles, el rey Fernando IV ordenó su anexión formal al Reino de las Dos Sicilias el 15 de julio de 1775. No hay pruebas documentales que respalden la leyenda. |
| Gersau                                                    | 1433      | 1798                    | Suiza                                      | La República de Gersau fue fundada en 1390 cuando los residentes del pueblo de Gersau compraron su libertad a los condes de Habsburgo por la suma de 690 pfunds. En 1433, el emperador Segismundo les concedió oficialmente el estatus de estado libre imperial dentro del Sacro Imperio Romano Germánico. Con la invasión francesa de 1798, la república cayó y fue asignada al cantón de Waldstätten durante la época de la República Helvética. La constitución decretada por Napoleón adjuntó el pueblo al cantón de Schwyz. Después del fin del gobierno napoleónico, los habitantes proclamaron nuevamente la República de Gersau en 1814. Amparado por las disposiciones del Congreso de Viena, el cantón de Schwyz se esforzó por incorporar la república de 23,7 kilómetros cuadrados ubicada entre la vertiente sur del Rigi y la orilla norte del lago de Lucerna. Esto se logró en 1817 con la aprobación de la Dieta. El 1 de enero de 1818 se disolvió la república para formar el distrito de Gersau. |
| República de Ragusa                                       | siglo XIV | 1808                    | Dubrovnik, Croacia                         | La República de Ragusa (en serbocroata, Dubrovačka Republika) fue una república marítima aristocrática centrada en la ciudad de Dubrovnik (Ragusa en italiano, alemán y latín) en Dalmacia (hoy en el extremo sur de Croacia) desde 1358 hasta 1808. Conquistada por Napoleón, la anexionó al Reino Napoleónico de Italia en 1808. Después del Congreso de Viena, los territorios de la antigua República pasaron a formar parte del Reino de Dalmacia, dentro del Imperio de Austria-Hungría del cual fue parte hasta 1918. |
| República de Cospaia                                      | 1440      | 1826                    | Italia                                     | Creada por un error de demarcación durante la venta de unos territorios de los Estados Pontificios a la República de Florencia, durante el pontificado de Eugenio IV. Una pequeña franja de tierra quedó como terra nullius y sus habitantes se declararon independientes,autonomía reconocida en 1484.Tras el final del Imperio Napoleónico, el 26 de junio de 1826, con un acto de sumisión de los catorce representantes de la república, Cospaia pasó a formar parte de los Estados Pontificios: cada ciudano, como "compensación", obtuvo una moneda de plata papal y la autorización para continuar el cultivo del tabaco, principal producto agrícola de la región. Dos ricos terratenientes locales, los Collacchioni y los Giovagnol, compraron una gran parte del territorio de la ex república. |
| República de Cracovia                                     | 1815      | 1846                    | Cracovia Polonia                           | La República de Cracovia fue instituida en 1815 por decisión del Congreso de Viena, bajo los auspicios de Prusia, Austria y Rusia. El nuevo Estado no tenía autoridad para dictar su propia política internacional, responsabilidad de los tres poderes garantes. El 16 de noviembre de 1846 fue anexionada por el Imperio austríaco, pasando a formar parte del Gran Ducado de Cracovia. |
| Moresnet                                                  | 1816      | 1920                    | Kelmis, Bélgica                            | Condominio entre los Países Bajos, luego Bélgica, y Prusia, sucedida por el Imperio alemán, sobre una mina de zinc en disputa. Durante la demarcación de los territorios entre los Países Bajos y Prusia, se encontró la valiosa mina de cinc entre los pueblos de Moresnet y Nuevo-Moresnet. Como ambos Estados pretendían la soberanía sobre la mina, se determinó que Moresnet fuera parte del reino de los Países Bajos, Nuevo-Moresnet de Prusia y la zona minera entre los dos pueblos estuviera bajo administración conjunta. Al independizarse, el reino de Bélgica adquirió los derechos neerlandeses sobre el territorio. El territorio estaba gobernado por dos comisionados reales, uno de cada Estado vecino, y en 1859 se creó un consejo municipal de diez miembros. Cuando la mina se agotó en 1885, se arbitraron medios para hacer viable la existencia del territorio, incluidos la creación de un servicio postal y la instalación de un casino. En 1908, se propuso hacer de Moresnet en el primer Estado cuya lengua fuese el esperanto. La Primera Guerra Mundial supuso el fin de la neutralidad, el territorio fue ocupado por Alemania. El 28 de junio de 1919, el Tratado de Versalles otorgó el territorio, así como el Moresnet alemán y los cantones de Eupen y Malmedy, a Bélgica. Para distinguirlo de la ciudad ya existente de Moresnet (en el municipio vecino de Plombières), el antiguo Moresnet independiente pasó a llamarse Kelmis (en francés: La Calamine) palabra del dialecto local para espato de zinc. |
| Ciudades libres de Menton y Roquebrune                    | 1848      | 1849                    | Francia                                    | Las ciudades libres de Menton y Roquebrune se separaron de Mónaco en 1848. En noviembre de 1849 fueron anexadas por Cerdeña, y en 1861 por Francia. |
| Ciudad libre de Danzig                                    | 1920      | 1939                    | Gdańsk, Polonia                            | Mandato de la Sociedad de Naciones |
| Región de Klaipeda/Territorio de Memel or Memel Territory | 1920      | 1923                    | Lituania                                   | El Territorio de Memel (en alemán: Memelland o Memelgebiet; en lituano: Klaipėdos kraštas) fue definido en el Tratado de Versalles en 1920 como la región más septentrional de Prusia Oriental. Fue colocado bajo la administración de la Conferencia de Embajadores de la Entente y luego de la Sociedad de Naciones hasta el eventual momento en que estas comunidades votasen por su reintegración o no a Alemania, a fin de garantizar el control se desplegaron tropas francesas. En esos años algunos habitantes propusieron la creación de un Estado independiente de Memel. En 1923 Lituania ocupó el territorio durante la denominada revuelta de Klaipėda, ante la pasividad de la administración francesa. Al año siguiente, la anexión fue reconocida por el Consejo de Embajadores. |
| Estado libre de Fiume                                     | 1920      | 1924                    | Rijeka, Croacia                            | El Estado Libre de Fiume fue una ciudad-Estado formada por el único municipio de Fiume o Rijeka.En el siglo XIX, la ciudad estaba poblada principalmente por italianos y, como minoría, por croatas, húngaros y otras etnias. El estatus especial de la ciudad, colocada entre diferentes Estados, creó una identidad local entre la mayoría de la población.Después de la Primera Guerra Mundial y la desaparición de Austria-Hungría, la cuestión del estatus de Fiume se convirtió en un importante problema internacional. En el punto álgido de la disputa entre el Reino de los Serbios, Croatas y Eslovenos (más tarde llamado Reino de Yugoslavia) y el Reino de Italia, las grandes potencias abogaron por el establecimiento de un Estado tapón independiente. El presidente Woodrow Wilson de los Estados Unidos sugirió que Fiume se estableciera como un Estado independiente. Esta indefinición fue aprovechada por el poeta italiano Gabriel d'Annunzio, quien entró en la ciudad el 12 de septiembre de 1919 e inició un período de ocupación de 15 meses.. El 12 de noviembre de 1920, el Reino de Italia y el Reino de los serbios, croatas y eslovenos firmaron el Tratado de Rapallo por el que ambas partes acordaron reconocer "la completa libertad e independencia del Estado de Fiume; con este acto se creó el "Estado Libre de Fiume", el cual existió como Estado independiente durante aproximadamente un año de facto y cuatro años de jure. El Estado recién creado fue reconocido inmediatamente por los Estados Unidos, Francia y el Reino Unido. D'Annunzio se negó a reconocer el Acuerdo y fue expulsado de la ciudad por las fuerzas regulares del ejército italiano. En abril de 1921, el electorado aprobó el plan para un estado libre, se celebraron las primeras elecciones parlamentarias. Sin embargo, el Estado Libre nunca pudo alcanzar la estabilidad política. En enero de 1924, el Reino de Italia y el Reino de Yugoslavia firmaron el Tratado de Roma acordando la anexión de Fiume por Italia. |
| Territorio de la Cuenca del Sarre                         | 1920      | 1935                    | Sarre, Alemania                            | Después de la Primera Guerra Mundial, el Sarre era un Mandato de la Sociedad de Naciones bajo control francés, hasta que en un referéndum en 1935, más del 90% de los votantes optaron por regresar a Alemania. |
| Protectorado del Sarre                                    | 1945      | 1956                    | Sarre, Alemania                            | Después de la Segunda Guerra Mundial, Francia gobernó el Sarre directamente como protectorado, rodeada por Francia propia del oeste y la Zona de ocupación francesa de Alemania al este. |
| Territorio libre de Trieste                               | 1947      | 1954                    | Dividido entre Italia, Eslovenia y Croacia | Trieste había sido ocupada por Italia después del final de la Primera Guerra Mundial, y fue recreada teóricamente como un Territorio Libre después del final de la Segunda Guerra Mundial, cuando se dividió entre áreas de control aliado y yugoslavo, formalizada en 1954 con la parte aliada devuelta a Italia. |